# Sacharovovo centrum
Sacharovovo centrum (Са́харовский центр) bylo muzeum a kulturní centrum v Moskvě věnované ochraně lidských práv v Rusku a připomínce odkazu ruského fyzika, disidenta a obránce lidských práv Andreje Sacharova. Muzeum sídlilo v dvoupatrové budově, kde byla stálá expozice věnovaná porušování lidských práv v SSSR (zejm. sovětským disidentům, politickým represím obecně a historii Gulagů a jejich obětem) a i přímo Andreji Sacharovovi. V budově také byla rozsáhlá knihovna, dále prostor pro výstavy a menší kulturní akce. Muzeum také využívalo nedaleký byt, ve kterém Sacharov bydlel, kde byl jeho archiv. Muzeum provozovala nezisková organizace Veřejná komise pro zachování dědictví Andreje Sacharova "Sacharovovo centrum" ( «Общественная комиссия по сохранению наследия Андрея Сахарова „Сахаровский центр“»). Muzeum bylo otevřeno v roce 1996. Uzavřeno a vystěhováno bylo v dubnu 2023. V srpnu 2023 byla rozpuštěna i samotná nezisková organizace.
V roce 1990 založila Sacharova manželka Jelena Bonnerová a Sacharovovi kolegové Veřejnou komisi pro zachování odkazu Andreje Sacharova. V roce 1994 Bonnerová komisi věnovala více než 100 tis. položek - fotografií, filmů, knih i osobních věcí patřících Sacharovovi, které vytvořili základ sbírek muzea. Město Moskva komisi zdarma v roce 1994 poskytlo prostory Sacharovova bývalého bytu a nedalekou dvoupatrovou historickou budovu z konce 19. století. Ta byla zrekonstruována pro potřeby muzea a kulturního centra, které bylo otevřeno v roce 1996 při příležitosti nedožitých 75. narozenin Sacharova.
V roce 2014 centrum přestalo dostávat veřejné granty a bylo zařazeno do registru zahraničních agentů. Dostalo také pokutu ve výši 300 tis. rublů za to, že organizovalo diskuze a kulaté stoly, kde "byla vyjadřována negativní hodnocení ohledně rozhodnutí státních orgánů a jejich politiky a byla kritizována legislativa Ruské federace“. V prosinci 2022 centrum dostalo pokutu ve výši 5 mil. rublů za to, že se ve svých videích na platformě YouTube neoznačilo za zahraničního agenta. V lednu 2023 město Moskva vypovědělo nájemní smlouvu na byt Sacharova i budovu muzea s tím, že je bezplatná a zahraniční agenti nesmí dostávat žádnou veřejnou podporu. V dubnu 2023 bylo muzeum vystěhováno a plánovalo pokračovat alespoň v on-line aktivitách. V srpnu 2023 byla však rozpuštěna i samotná nezisková organizace.